# Narva

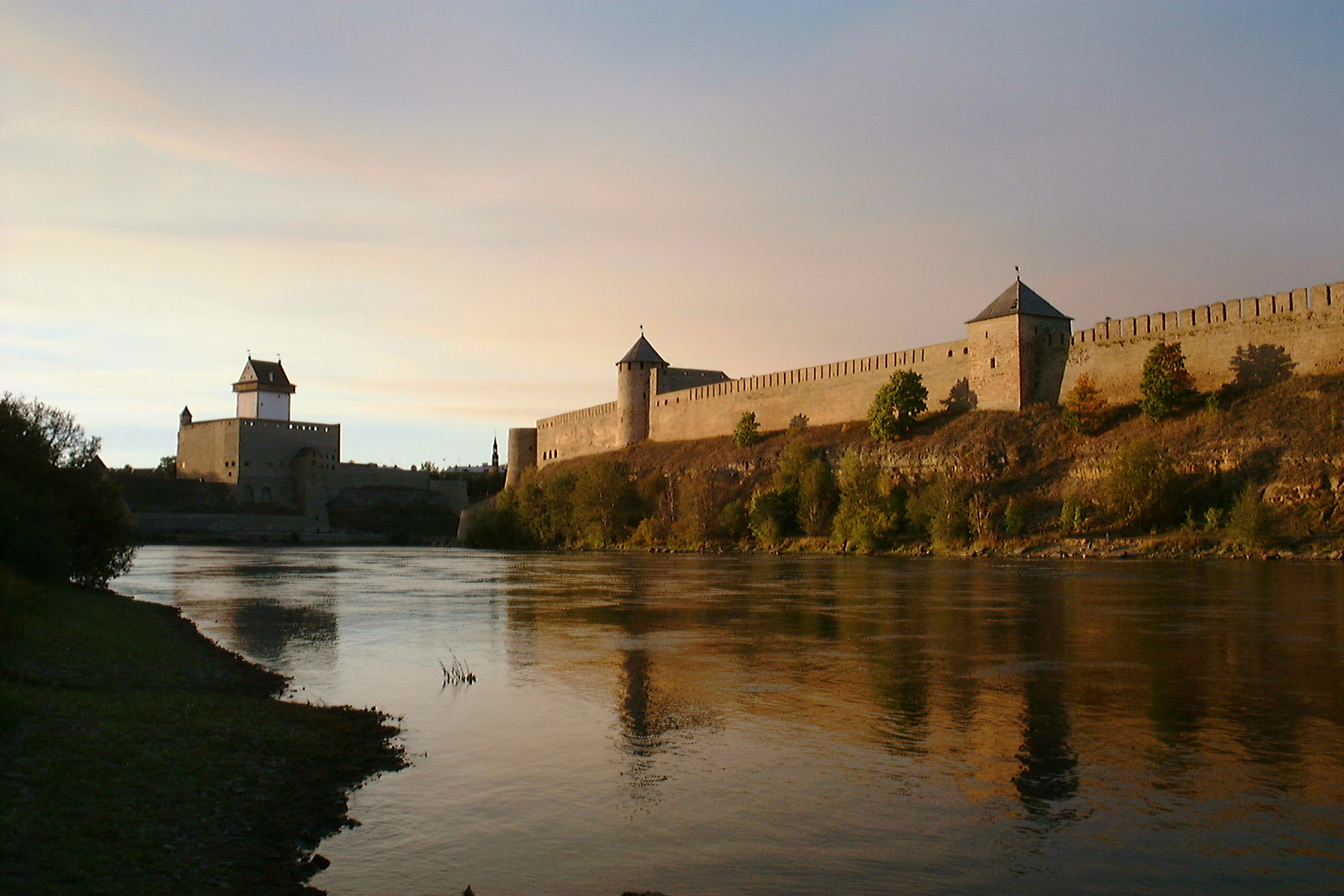
Fronteira entre Estónia e Rússia, às margens do rio Narva.

Narva é a terceira maior cidade da Estônia. Está localizada no extremo oriente da Estônia, na fronteira com a Rússia, às margem do rio Narva, que nasce no Lago Peipus. A cidade tem 84,54 km² e uma população de 53 424 habitantes (est. 2021). A sua densidade demográfica é de 798,4/km². A cidade está localizada nas coordenadas 59° 23' N 28° 12' E.
Atualmente, 86,41% da população de Narva é de origem russa, vinda durante o período de existência da União Soviética. Grande parte da cidade foi destruída ao longo da Segunda Guerra Mundial, e durante os anos de reconstrução pelos russos, estes proibiram o retorno da população estoniana à cidade, justificando assim a mudança drástica da distribuição étnica de Narva. Também por tal motivo, a população apresenta uma das maiores concentrações de falantes da língua russa (93,85%).
Narva está separada da vizinha Rússia pelo rio Narva, ficando do outro lado a cidade de Ivangorod, pertenecente ao óblast de Leningrado. Durante três séculos esta foi considerada um bairro de Narva, até que em 1945 se separou, após a URSS ter estabelecido o rio como fronteira natural entre as repúblicas soviéticas da Rússia e da Estónia.
O ex-jogador Valeriy Karpin, a poetisa Kersti Merilaas e o botânico Albert Üksip nasceram em Narva.